# Toni Orensanz
Toni Orensanz (Falset, 1970) es un escritor, dramaturgo y periodista español en catalán y castellano.

## Biografía
Ha colaborado en numerosos medios de comunicación como La Vanguardia, La Veu de l'Ebre, Cadena SER, TV3, Avui, El Mundo, Nou Diari, Descobrir Catalunya y otros. Ha sido guionista de El Terrat y colabora con varias productoras audiovisuales. El programa Cops de geni que codirigía para la Red de Televisiones Locales y producido por Canal Reus TV fue galardonado con el premio Miramar de televisión de la Diputación de Barcelona en 2008.
Ese mismo año 2008 publicó el ensayo, L'òmnibus de la mort: Parada Falset, trabajo de investigación sobre la actuación de la llamada Brigada de la Muerte de la Federación Anarquista Ibérica (FAI) dirigida por Pascual Fresquet que, con base en Caspe, fue responsable del fusilamiento de 247 personas en dieciséis municipios de las comarcas catalanas de Priorato (27 eran de Falset), Tierra Alta, Ribera de Ebro, el Bajo Campo y en varios municipios de Aragón entre julio y septiembre de 1936. En 2013 publicó su primera novela, L'estiu de l'amor, a partir de la estancia de Pablo Picasso y Fernande Olivier en la Horta de San Juan en 1909. En 2016 publicó El nazi de Siurana, un trabajo de investigación sobre el nazi belga Jan Buyse que vivió con su mujer a un chalet de Ciurana (Cornudella).
Entre las obras dramáticas se encuentran Bildelberg, club cabaret y El Sommelier (2014).